# Цинман, Аркадий Михайлович
Арка́дий Миха́йлович Ци́нман (настоящее имя Аро́н Изра́илевич Ци́нман; 1 марта 1909, Рига, Российская империя — 19 июня 1985, Москва, СССР) — советский актёр театра и кино.

## Биография
Родился 1 марта 1909 года в Риге.
В 1926 — 1929 годах работал киномехаником в кинотеатре, затем старшим техником Ленинградского театра имени Кирова, в 1931 году техник-электрик Большого театра.
Аркадий Цинман учился в студии при МХАТ, окончил обучение в 1936 году. Играл в театрах Москвы: с 1936 — артист МХАТ-2; с 1937 — артист Государственного монгольского театра; с 1938 — театра Сатиры; с 1942 — Московского театра миниатюр; с 1946 по 1978 — актёр Театра-студии киноактёра.
В годы Великой Отечественной войны находился в эвакуации в Иркутске. Член КПСС с 1941 года.
Умер на 77-м году жизни 19 июня 1985 года в Москве. Похоронен на Ваганьковском кладбище, урна с прахом в закрытом колумбарии Ваганьковского кладбища (секция 31).

## Семья
Племянник (сын сестры) — астрофизик Владимир Гдалевич Курт.

## Фильмография
- 1944 — Небо Москвы — корреспондент
- 1946 — Каменный цветок — продавец
- 1946 — Первая перчатка — комментатор
- 1946 — Клятва — сотрудник советского посольства в Париже (нет в титрах)
- 1946 — Старинный водевиль — Август Фиш, кредитор Евпраксии
- 1947 — Весна — гость у Мельникова
- 1947 — Русский вопрос — Престон
- 1948 — Суд чести — Уилби, американец
- 1948 — Третий удар — генерал-лейтенант Сикст
- 1950 — Заговор обречённых — депутат парламента от партии католиков (нет в титрах)
- 1951 — Незабываемый 1919 год — делегат Версальской конференции (нет в титрах)
- 1953 — Серебристая пыль — Джимми, охранник лаборатории
- 1955 — Попрыгунья
- 1956 — Драгоценный подарок
- 1956 — Как Джанни попал в ад — Марко
- 1956 — Как он лгал её мужу — Тедди Бомпас
- 1959 — Я вам пишу — папа Эльвиры
- 1961 — Ночь без милосердия — бензозаправщик на авиабазе
- 1961 — Зелёный патруль —  Вилькин, рыболов-браконьер
- 1962 — Семь нянек — эпизод
- 1963 — Королевство кривых зеркал — Абаж
- 1963 — Большие и маленькие — Яков Семёнович
- 1964 — Хотите — верьте, хотите — нет… — директор зоопарка
- 1965 — Год как жизнь — полковник
- 1966 — Верность матери — жандармский генерал
- 1967 — Анна Каренина — Туровцын
- 1968 — Огонь, вода и… медные трубы — советник Морского царя / 1-й белый мудрец
- 1969 — Варвара-краса, длинная коса — пират, барон де ля Свин
- 1971 — Ехали в трамвае Ильф и Петров — коммерческий директор цирка
- 1972 — Золотые рога — разбойник
- 1972 — Бой после победы — Август Цимберг
- 1980 — Жизнь прекрасна — эпизод (в титрах А. Циннеманн)